# Baksei Chamkrong
Baksei Chamkrong là một ngôi đền Ấn Độ giáo nhỏ thờ thần Shiva và được dùng để lưu giữ một bức hình bằng vàng của thần. Đền này nằm ở bên trái Angkor Thom tại cổng nam. Đền này được vua Harsavarman xây để tưởng nhớ người cha là Yasovarman. Ngôi đền này được hoàn thành bởi Rajendravarman II (944-968).

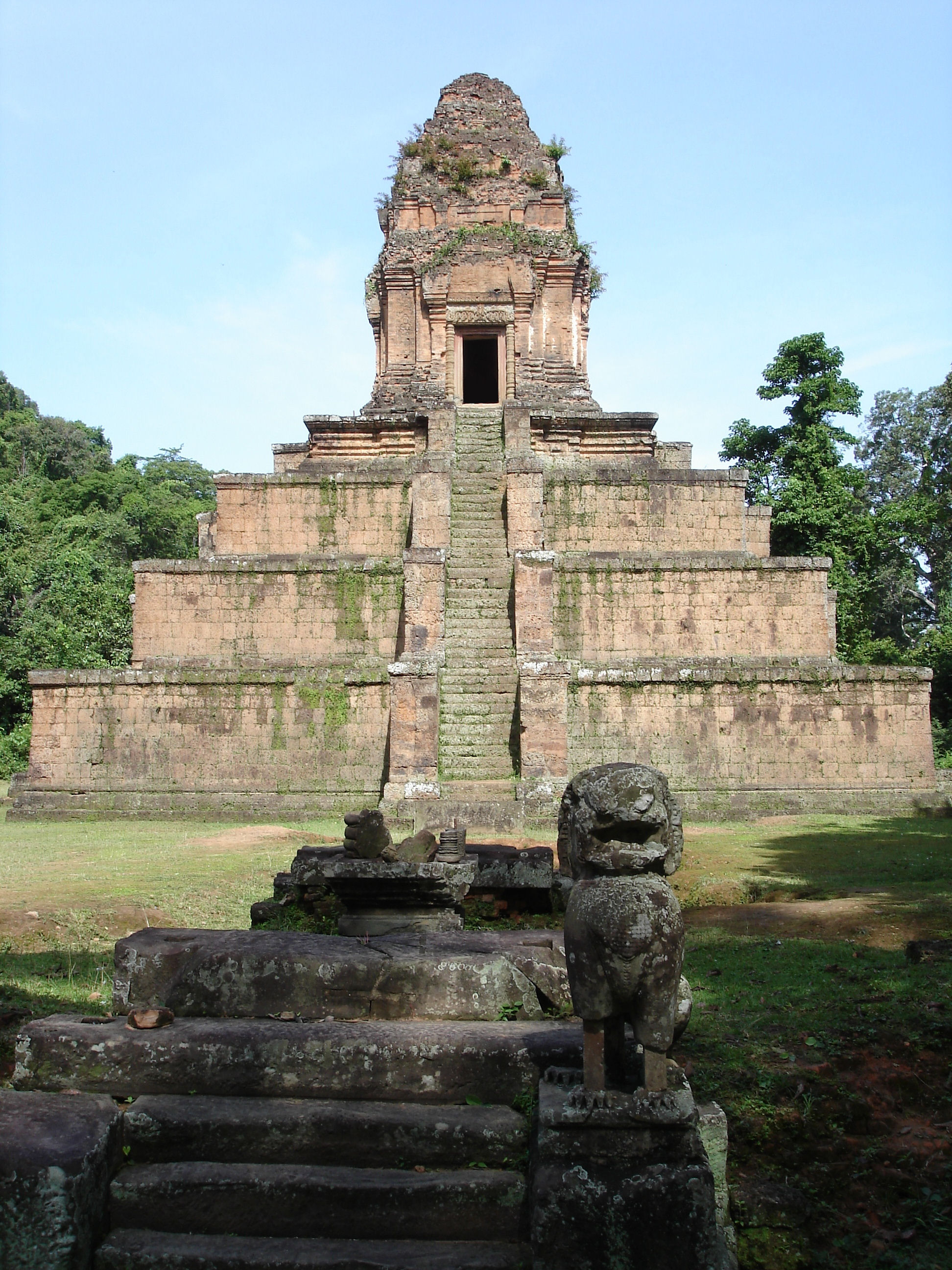
Baksei Chamkrong gần Angkor Thom